# Hatun Usnu
Hatun Usnu (quechua hatun grande, altar usnu; una plataforma especial para celebraciones importantes, "gran usnu"), también conocido como Qatun Ushno de Toccto,[cita requerida] es un sitio arqueológico en Perú en una montaña del mismo nombre (Jatunhosno). Se encuentra ubicada en el distrito de Chiara, provincia de Huamanga, en el departamento de Ayacucho.